# Rio Itajaí-Mirim
Le rio Itajaí-Mirim est une rivière brésilienne de l'État de Santa Catarina.
Il prend sa source dans la serra dos Faxinais (qui fait partie de la serra Geral), sur le territoire de la municipalité de Vidal Ramos. Il s'écoule vers le nord-est, arrose la ville de Brusque et finit par se jeter dans le rio Itajaí-Açu, non loin de son embouchure, au niveau de la ville d'Itajaí.